# Janina Nasierowska

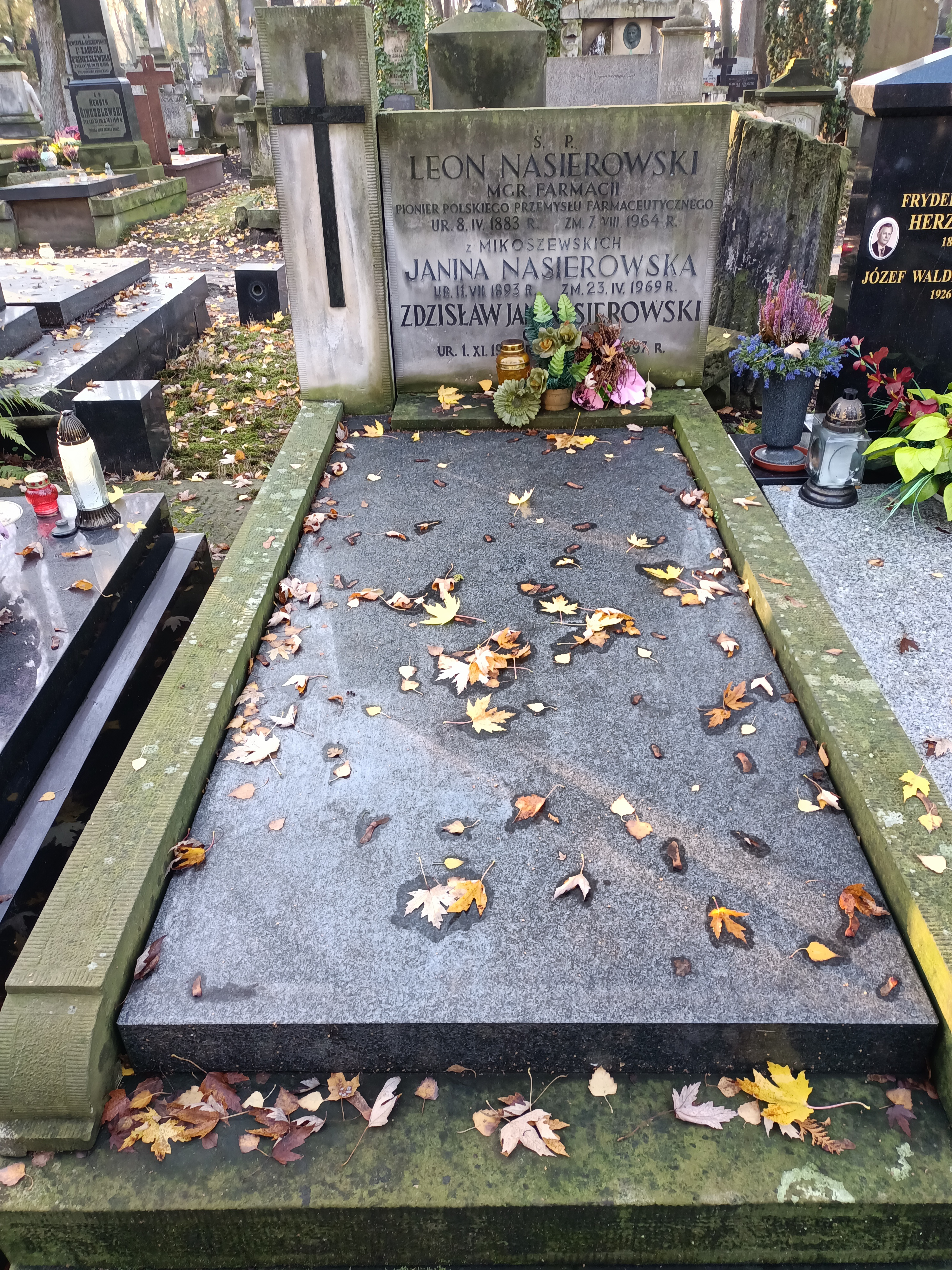
Grób Janiny Nasierowksiej na Cmentarzu Powązkowskim

Janina Nasierowska z Mikoszewskich (ur. 15 lipca 1894 w Warszawie, zm. 23 kwietnia 1969 tamże) – Polka, uczestniczka powstania warszawskiego, odznaczona medalem Sprawiedliwy wśród Narodów Świata.

## Życiorys
Rodzina Nasierowskich, Janina z mężem Leonem (ślub 1 marca 1916) i synem Zdzisławem Janem mieszkali w Warszawie przy ul. Kaliskiej 9. W budynku mieściło się także przedsiębiorstwo farmaceutyczne Leona. W czasie okupacji Nasierowscy pomagali żydowskiej rodzinie Drążków.
Samuel Drążek posiadał pracownię kuśnierską, z którego usług korzystała Janina Nasierowska od 1934. Drążkowie mieszkali na ul. Dzielnej. W październiku 1940 ich mieszkanie zostało włączone do getta. Nasierowscy przekazywali Drążkom lekarstwa i pożywienie w budynku sądów na Lesznie. W maju 1941 Samuelowi i Matli Drążkom urodziła się córka Shulamit. Dzięki zorganizowanym przez Nasierowskich dokumentom Samuel otrzymał kenkartę na dane Stefana Jakubowskiego, Matla – Marii Zawadzkiej, a Shulamit – Elżbiety Koreckiej. Pod koniec maja 1942 Nasierowscy wywieźli Shulamit na stronę aryjską, przewożąc ją wraz z artykułami biurowymi zamówionymi u zaprzyjaźnionej firmy znajdującej się na terenie getta. Ostatecznie trafiła do rodziny Stołłychwo w Pruszkowie. Dziewczynka została przedstawiona jako nieślubne dziecko Zdzisława, który miał ją utrzymywać. Pod koniec 1941, podczas ostatniego spotkania z Drążkami na terenie sądów, Nasierowscy przekazali im numerki do szatni, gdzie zostawili dla nich dwa płaszcze. Samuel i Matla odebrali płaszcze i wyszli na ul. Ogrodową, już po „stronie aryjskiej”. Zamieszkali w willi w Józefowie, specjalnie w tym celu wynajętej, wyremontowanej i wyposażonej przez Nasierowskich. Nasierowskich dwukrotnie szantażowano z racji ukrywania Shulamit. Jednakże dzięki kontaktom Leona w Kripo, szantażyści zostali znalezieni i ukarani.
Podczas powstania warszawskiego, w którym Nasierowscy brali czynny udział, kamienica na Kaliskiej była redutą obronną Armii Krajowej i została całkowicie zniszczona. Janina została wywieziona do Vöhrenbach na roboty przymusowe, zaś Leon do Auschwitz. Po wojnie wrócili do Józefowa, gdzie spotkali się z Drążkami i z synem. Drążkowie wyemigrowali w 1946 do Belgii, a w 1952 osiedli w Montrealu. Utrzymywali kontakt z Nasierowskimi.
W 1993 rodzina Nasierowskich została odznaczona medalem Sprawiedliwych wśród Narodów Świata.
Nasierowscy spoczywają we wspólnym grobie na cmentarzu Powązkowskim (kwatera 66-5-25).